# Alimardon Shukurov
Alimardon Abitalipovich Shukurov (en kirguís: Алимардон Шүкүров; en ruso: Алимардон Абиталипович Шукуров; Kengesh, 28 de septiembre de 1999) es un futbolista kirguís. Juega de centrocampista y su equipo es el Torpedo-BelAZ Zhodino de la Liga Premier de Bielorrusia. Es internacional absoluto por la selección de Kirguistán desde 2017.

## Selección nacional
Debutó por la selección de Kirguistán el 14 de noviembre de 2017 ante Macao.

## Clubes
| Club                  | País        | Año           |
| --------------------- | ----------- | ------------- |
| FC Abdish-Ata Kant    | Kirguistán  | 2017-2019     |
| Boluspor              | Turquía     | 2019-2020     |
| FC Neman Grodno       | Bielorrusia | 2021-2024     |
| Torpedo-BelAZ Zhodino | Bielorrusia | 2024-presente |